# Inglis River
Der Inglis River ist ein Fluss im Nordwesten des australischen Bundesstaates Tasmanien.

## Geografie

### Flusslauf
Der rund 62 Kilometer lange Inglis River entspringt etwa drei Kilometer südwestlich der Siedlung Oonah am Murchison Highway (A10), ungefähr drei Kilometer nördlich der Hellyer Gorge. Von dort fließt er zunächst nach Norden bis östlich der Siedlung Moorleah und wendet seinen Lauf dann nach Westen. Bei Wynyard mündet er in die Bass-Straße. Die Stadt Wynyard liegt am Südufer des Flusses, während am Nordufer sich der Golfplatz von Wynyard erstreckt.

### Nebenflüsse mit Mündungshöhen
Der Inglis River hat folgende Nebenflüsse:
- Rattler River – 295 m
- Jessie River – 114 m
- Calder River – 71 m
- Flowerdale River – 16 m
- Blackfish Creek – 15 m
- Big Creek – 6 m